# Elymotrigia karakabinica
Elymotrigia karakabinica är en gräsart som beskrevs av Kotukhov. Elymotrigia karakabinica ingår i släktet Elymotrigia och familjen gräs. Inga underarter finns listade i Catalogue of Life.